# Bartolomeo (kardynał)
Bartolomeo (zm. 15 marca 1231) – włoski kardynał.

## Życiorys
Pochodził z Lombardii, jednak dość wcześnie przeniósł się do Francji, gdzie studiował prawo kanoniczne. Uzyskał tytuł magistra i został kanonikiem w Chalons-sur-Marne. W 1226 został wybrany przez część kapituły na biskupa tej diecezji, jednak pozostała część obrała kanonika Roberta de Thourotte z Reims. Obie strony odwołały się do Stolicy Apostolskiej. Papież Grzegorz IX rozwiązał spór mianując nowego kandydata Filipa de Nemours, a Bartolomeo wezwał do Rzymu i na konsystorzu 18 września 1227 mianował kardynałem prezbiterem S. Pudenziana. Rok później papież zadeklarował, że jego wybór na biskupa Chalons-sur-Marne był kanoniczny, jednak nie przywrócił go na to stanowisko i zatrzymał w Kurii. Podpisywał bulle papieskie między 23 września 1227 a 5 lipca 1230. W lipcu 1230 jest poświadczony jako audytor w sporze między opactwem Tre Fontane a kapitułą katedralną w Orbetello.